# Sphaerodactylus williamsi
Sphaerodactylus williamsi este o specie de șopârle din genul Sphaerodactylus, familia Gekkonidae, descrisă de Thomas și Schwartz 1983. A fost clasificată de IUCN ca specie pe cale de dispariție (stare critică). Conform Catalogue of Life specia Sphaerodactylus williamsi nu are subspecii cunoscute.